# 맷 하디
매트 하디(Matt Hardy, 1974년 9월 23일 ~ )는 본명은 매튜 무어 하디(Matthew Moore Hardy)다. 미국의 남자 프로레슬링선수다. ECW 챔피언 등에 경력을 가지고 있다.

## 맷 하디의 삶
맷 하디는 어릴 적 어머니를 일찍 여의고 나서 과격한 스포츠에 관심을 갖게 된다. 친동생인 제프 하디가 자신을 따라서 프로 레슬링 선수가되자 그는 프로레슬링에 더욱 열정을 갖게 된다.
1992년 10월 15일에 프로레슬링에 입문하였고, 1993년에 자신의 단체에서 활약하면서 활동을 했고 여러 단체에서 활약을 했다. 그리고 94년, 95, 96, 97년 이렇게 WWE에서 일방적으로 지는 역할을 자주 하면서 무명 레슬러로서 활동을 하기도 했다. 하지만 1998년에 WWE에 계약을 하면서 정식으로 WWE 선수가 되면서 "하디 보이즈"로 활동하게 된다. 그리고 하디 보이즈가 인기를 차지하게 되는 시기는 1999년 "패뮬러스 프리버즈" 멤버였던 마이클 헤이즈가 매니저가 되고 나서, 새로운 강력한 이미지를 얻게 된다. 그리고 당시 인기 선역 태그팀이었던 E&C(에지, 크리스쳔)와도 상대하면서 인기를 끌게 된다. 하지만 하디 보이즈가 단번에 WWE 스타가 된 건 1999년 노 머시였다. 당시 WWE에서 전에 보여줄 수 없었던 고난이도 래더 매치를 선보이면서 단숨에 스타가 된다. 그리고 레슬매니아 16에서 트라이앵글 래더 매치 2000년 섬머슬램에서 사상 최초 TLC 매치, 2000년 언포기븐에서 스틸 케이지 매치 등을 하면서 여러 PPV에서 하디 보이즈가 WWE 스타가 되는 입장이 됐다. 그리고 2001년 레슬매니아 17에서도 TLC 매치로 명승부를 펼쳤다.
특히 2001년 터프이너프 출연은 하디 보이즈가 더더욱 WWE 스타로서 입지가 커지는 계기가 된다. 특히 당시 WWE 최고 메인 이벤터이자 전 세계 프로 레슬링 팬들에 사랑을 받았던 스티브 오스틴 WWE 최고 악역이었던 트리플 H같은 선수들과도 붙으면서 하디 보이즈가 메인 이벤터로서도 활약하게 되는 시기가 된다.
하지만 2002년 하디 보이즈가 해체되고 솔로 활동을 시작하지만 2005년 WWE에서 방출당했다가 연인인 리타와 친구 에지가 바람을 핀 사실이 밝혀지는데 이를 WWE에서 스토리라인으로
활용하면서 맷 하디는 WWE에 복귀한다. 그러던 중 2006년 동생 제프가 WWE에 복귀하게 된다. 하디 보이즈는 2008년까지 깜짝 재결성 등의 활동을 해왔고 맷은 2008년 ECW 챔피언에 등극하면서 WWE 챔피언인 동생 제프와 함께 형제가 월드 챔피언에 등극하는 감격을 맛본다. 하지만 2009년에 또 다시 동생 제프는 WWE와 여러 갈등을 하게 된다. 결국 제프는 WWE에서 나오겠다고 결심했지만, 맷의 설득으로 다시 WWE에 훌륭하게 복귀하여 팬들에게 다시 좋은 이미지를 얻게 된다. 하지만 2009년 여름, 제프는 계약 만료로 인해 다시 WWE와 재계약을 할것인가에 대해서 결국 반대를 원하게 되고, WWE에서 또 다시 방출 된다. 그 이후 2009년 9월,10월,11월은 제프에게 최악의 해가 된다. 바로 여러 마약 사건에 손을 대서 체포가 돼버린 것, 그리고 11월에는 여러 번 청문회가 연기되는 일까지 생긴다. 하지만 대부분 무죄 판결이 났고, 최근에는 머리를 짧게 잘랐다. 그리고 2010년 3월 17일 청문회를 앞두고 1월 14일에 TNA에 깜짝등장한다. 못말리는 동생 탓에 맷은 또 다시 암흑기를 맞게 되고 맷은 자신의 위치에 불만을 가지다가 2010년 10월 15일 WWE로부터 계약 해지에 의한 방출 통보를 받고 2011년 1월 9일 제네시스에서 동생 제프가 있는 TNA에 악역으로서 데뷔한다. 2011년 TNA에서 방출당한 후 미국 서열 3위의 단체인 링 오브 오너에서 활동하고 있다. 2014년 6월 3년만에 TNA 복귀가 확정된다. 2017년 2월 28일 TNA와 다시 결별하고 다시 RoH에 복귀했고 4월 2일 진행되었던 레슬매니아를 통해 11년만에 제프 하디와 함께 WWE에 다시 돌아오게 되었고, 2020년 3월 1일자로 다시 떠나게 된다.
2020년 3월 18일 올 엘리트 레슬링에 데뷔한다.

## 신체 사항
- 키는 188cm(6 ft 2 in)
- 몸무게는 107kg(235 lb)

## 프로레슬링 피니쉬 기술
매트 하디의 피니쉬는 트위스트 오브 페이트(프론트 페이스락 커터), 아이스 픽(더블 언더훅 바디시저스)가 있다.

## Professional wrestling highlights
- Finishing moves
  - Cross armbreaker - 1998-1999
  - Ice Pick (TNA) / White Light Experience (Independent circuit) (Double underhook bobyscissors) - 1999-present
  - Spinning inverted suplex slam - 1998-1999
  - Twist of Fate (WWF/WWE/TNA) / Twist of Hate (TNA) (Front facelock cutter sometimes with the highest rope) - 1999-present
- Signature moves
  - 450° splash
  - Corner clothesline followed by a Running bulldog
  - Diving leg drop
  - Forearm smash
  - Jumping dropkick
  - Moonsault
  - Multiple DDT variations
    - Falling
    - Inverted
    - Running tornado
    - Snap

  - Multiple powerbomb variations
    - Gutwrench
    - Splash Mountain (Sitout crucifix)
    - Sunset flip

  - Ricochet (Belly to back suplex lift elbow drop)
  - Running high knee
  - Russian legsweep
  - Side Effect (Sitout side slam)
  - Spinning mule kick
- With Jeff Hardy
  - Finishing moves
    - Event Omega / Falling Fate (Diving leg drop (Matt) and diving splash (Jeff) combination sometimes from the top of the stairs)
    - Extreme Combination (Twist of Fate (Front facelock cutter) (Matt) and Swanton Bomb (Senton bomb) (Jeff) combination)

  - Signature moves
    - Aided over the top rope suicide somerslut plancha
    - Jumping fist drop (Matt) and standing somersault senton (Jeff) combination
    - Bearhug (Matt) and running lariat (Jeff) combination
    - Diving leg drop (Matt) and low blow double leg drop (Jeff) combination
    - Double overhead belly to back suplex
    - Double back elbow to an opponent charging
    - Double electric chair drop to a face-up opponent
    - Double Russian legsweep
    - Poetry in motion - Innovated
    - Rapture (Super powerbomb (Jeff) and neckbreaker slam (Matt) combination)
    - Simultaneous (Monkey flips throwing one opponent against the other)

- Manager
  - Crash
  - Gangrel
  - Lita
  - Maria
  - Michael Hayes
  - Ric Flair
  - Ranjin Singh
  - Shannon Moore
  - Terri

- Wrestler trained
  - Ashley
  - Gregory Helms
  - Jason Arhndt
  - Marty Garner
  - Reby Sky

- Nicknames
  - "Big Money Matt" (TNA/Independent circuit)
  - "Broken" (TNA/Independent circuit)
  - "Cold Blooded" (TNA)
  - "The Icon" (ROH/TNA)
  - "The Man Who Will Not Die" (WWE/TNA/ROH)
  - "Mattitude" (WWE/TNA)
  - "Version 1" (WWE)
  - "Woken" (WWE)

- Entrance themes
  - "Loaded" by Zack Tempest (July 25, 1999-August 18, 2002; November 21, 2006-August 18, 2009; April 2, 2017-November 27, 2017; February 26, 2019-April 30, 2019; November 25, 2019-February 10, 2020; used as a member Hardy Boyz and single competition)
  - "Live for the Moment" by Monster Magnet' (September 12, 2002-April 11, 2005; August 1, 2005-September 7, 2010)
  - "Piano Sonata No. 14" by Ludwig van Beethoven (26 December 2017-8 January 2018; used during live events)
  - The Deletion Anthem" by CFO$ (WWE; January 8 2018-September 15 2018)
  - "Rogue and Cold Blooded" by Dale Oliver (January 9, 2011-August 20, 2011)
  - "Immortal Theme" by Dale Oliver (January 9, 2011-August 20, 2011; used as a member of Immortals)
  - "Reptilian" (Intro Cut) "by Jeff Hardy and Dale Oliver (July 31, 2014-April 1, 2017; used in team with Jeff Hardy)
  - "Another White Lie" by Voodoo Johnson
  - "Unbroken (Hotel Baby)" by Monster Magnet

## 경력
- ASW 태그팀 챔피언 (1회) - 제프 하디
- 더 크러쉬 태그팀 챔피언 (1회) - 제프 하디
- FSW 헤비웨이트 챔피언 (1회)
- HOG 태그팀 챔피언 (1회) - 제프 하디
- MCW 헤비웨이트 챔피언 (1회)
- MCW 태그팀 챔피언 (1회) - 제프 하디
- 익스트림 라이징 월드 챔피언 (1회)
- NCW 헤비웨이트 챔피언 (1회)
- NCW 라이트 헤비웨이트 챔피언 (1회)
- NDW 라이트 헤비웨이트 챔피언 (1회)
- NDW 태그팀 챔피언 (1회) - 제프 하디
- NEWA 헤비웨이트 챔피언 (1회)
- NEWA 헬 오브 페임 (2012)
- NFWA 헤비웨이트 챔피언 (1회)
- NFWA 태그팀 챔피언 (1회) - 배넘
- NWA 2000 태그팀 챔피언 (1회) - 제프 하디
- OMEGA 헤비웨이트 챔피언 (2회)
- OMEGA 태그팀 챔피언 (2회)
- PWS 헤비웨이트 챔피언 (1회)
- 컴백 오브 더 이열 (2017) - 제프 하디
- 퓨드 오브 더 이열 (2005) - 에지 언드 리타
- 매치 오브 더 이열 (2000) - 제프 하디 vs 더들리 보이즈 vs 에지 언드 크리스챤 인 어 테이블 레더 매치 엑트 레슬매니아 16
- 매치 오브 더 이열 (2001) - 제프 하디 vs 더들리 보이즈 vs 에지 언드 크리스챤 인 어 테이블 레더 언드 체어 매치 엑트 레슬매니아 17
- 태그팀 오브 더 이열 (2000) - 제프 하디
- 랭크드 넘버 17 오브 더 탑 500 싱글즈 레슬링 인 더 PWI 500 인 2003
- PWS 헤비웨이트 챔피언 (1회)
- 리믹스 프로 태그팀 챔피언 (1회) - 파사드
- ROH 월드 태그팀 챔피언 (1회) - 제프 하디
- TNA 월드 헤비웨이트 챔피언 (2회)
- TNA 월드 태그팀 챔피언 (4회) - 제프 하디/브라더 니로
- ECW 챔피언 (1회)
- WCW 태그팀 챔피언 (1회) - 제프 하디
- WWE 크루저웨이트 챔피언 (1회)
- WWE RAW 태그팀 챔피언 (3회) - 몬텔 본테이비어스 포터 (1회), 제프 하디 (1회), 브레이 와이어트 (1회)
- WWE 스맥다운 태그팀 챔피언 (1회) - 제프 하디
- WWE 유나이티드 챔피언 (1회)
- WWF 유러피언 챔피언 (1회)
- WWF 하드코어 챔피언 (1회)
- WWF/월드 태그팀 챔피언 (구 버전) (6회) - 제프 하디
- 브래깅 라잇스 트로피 (2009) - 팀 스맥다운(크리스 제리코, 케인, 알 투르스, 핀레이, 데이비드 하트 스미스 언드 타이슨 키드)
- 앙드레 더 자이언트 메모리얼 트로피 (2018)
- 테리 인비테이셔널 토너먼트 (1999) - 제프 하디
- 레슬케이드 챔피언 (2회) - 제프 하디
- 베스트 기믹 (2002, 2016)
- 월드 퓨드 오브 더 이열 (2004) 리타 vs 케인
- 레슬링 슈퍼스타 태그팀 챔피언 (1회) - 제프 하디